# Menai Bridge
Menai Bridge (en gallois : Porthaethwy) est une petite ville et une communauté de l'île d'Anglesey, dans le nord-ouest du pays de Galles. Cette commune est située à 206 kilomètres au nord de Cardiff et à 334 kilomètres au nord-ouest de Londres. Elle est située sur le détroit de Menai, à proximité du pont suspendu construit en 1826 par Thomas Telford.

## Galerie

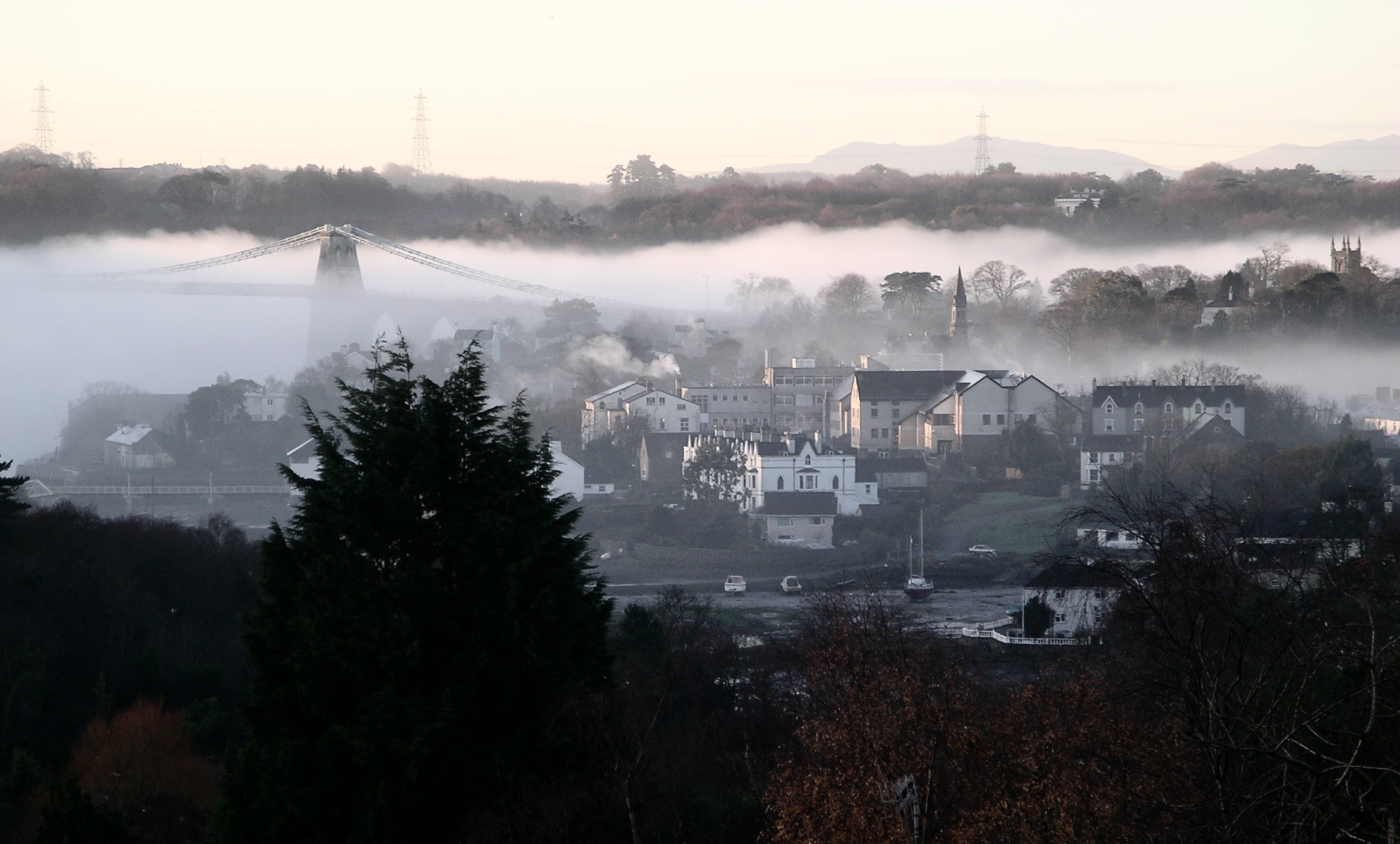
Vue de Menai Bridge.
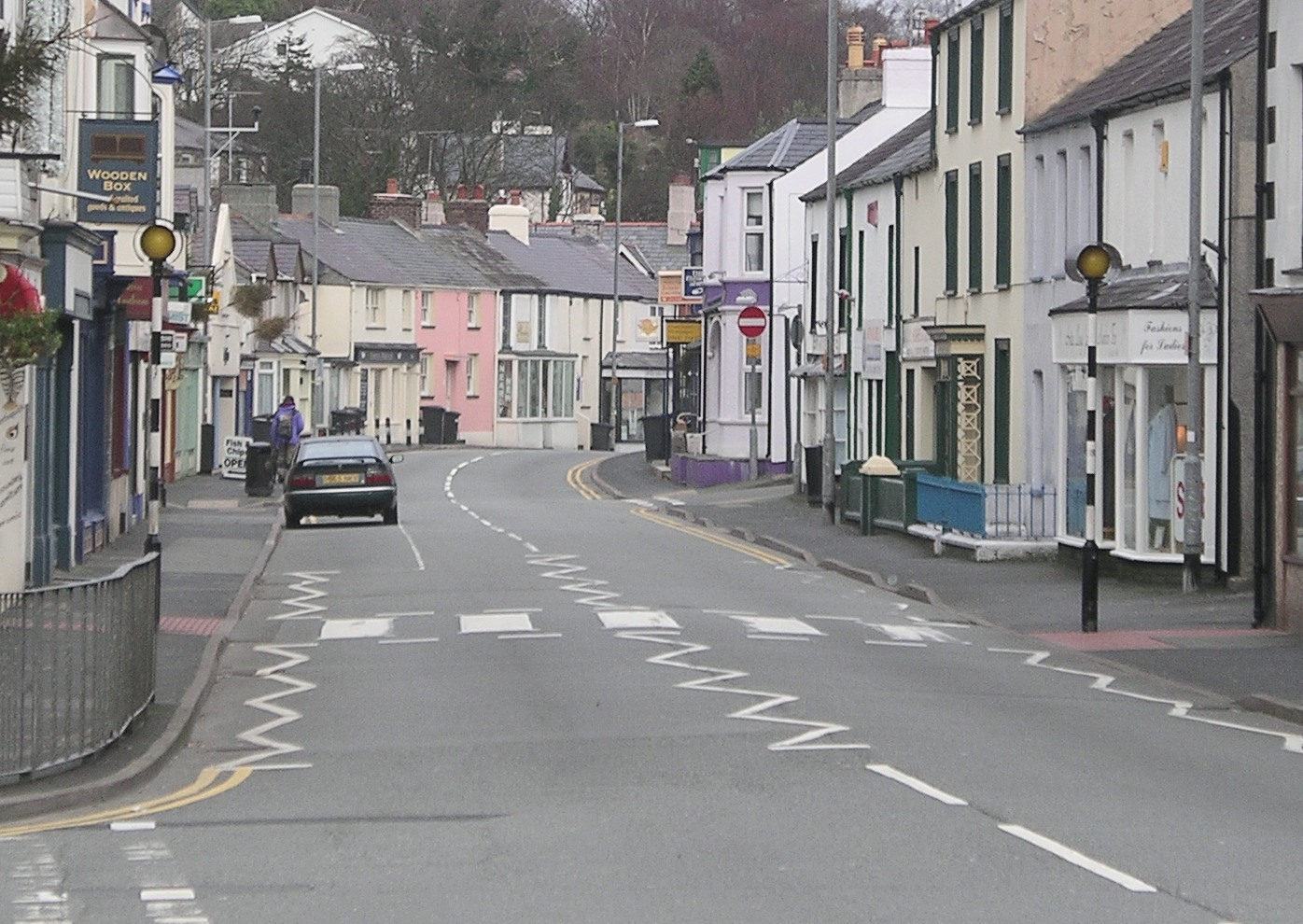
Rue principale en janvier 2005.
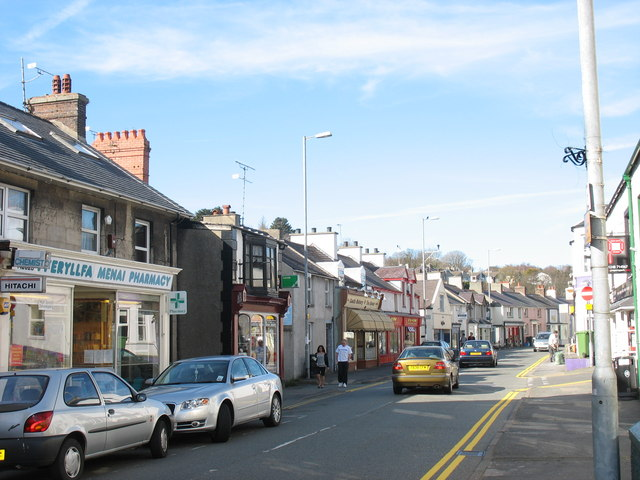
Rue principale.
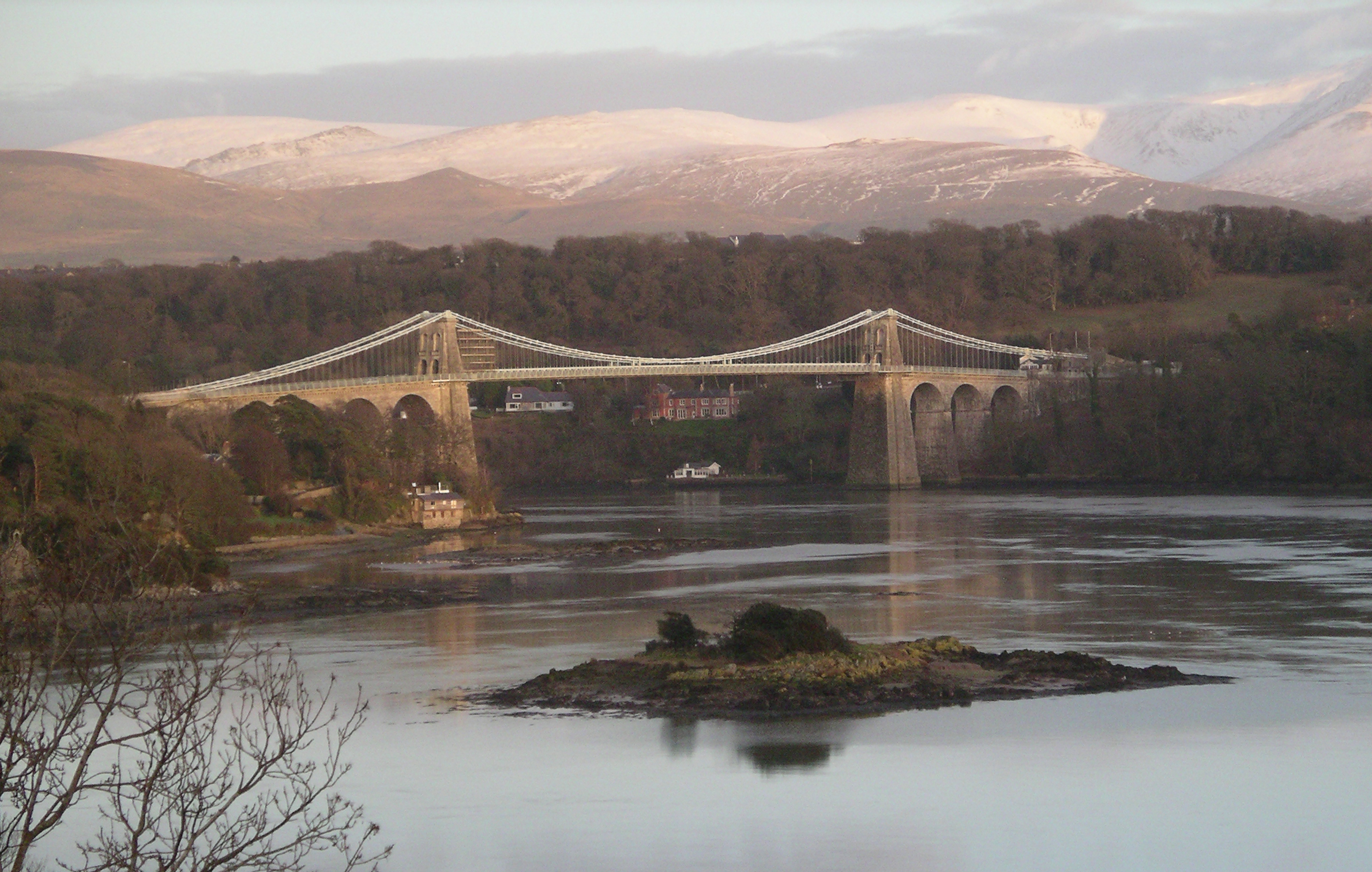
Le pont suspendu de Menai.